# Porta Lavernalis
La Porta Lavernalis era una porta de la Muralla Serviana situada entre la Porta Raudusculana i la Porta Trigemina a l'antiga Roma.

## Situació
La porta tenia aquest nom perquè era propera a un altar i un bosc sagrat dedicat a Laverna, una deessa protectora dels lladres i dels impostors. Tant l'altar com el bosc eren a la vora de la porta. Varró diu que estava situada després de les portes Naevia i Raudusculana, a l'oest d'aquesta última, a l'Aventí, a l'eix de l'actual Via del Priorato. S'ha identificat l'espai que correspondria a una antiga porta en aquesta zona en un passatge estret immediatament a l'est del Bastione di Sangallo, en el punt d'unió de la Via Ostiensis fora de la ciutat amb el Vicus Armilustri la continuació de la via a l'interior de la ciutat. Segons Horaci, el bosc sagrat de Laverna estaria situat al llarg de la Via Salària, però també podria ser que hi hagués dos boscos dedicats a la mateixa divinitat.